# Divisió Andalusia
La Divisió «Andalusia» —o Divisió «A»— va ser una unitat de l'Exèrcit Popular de la República que va existir durant la Guerra Civil espanyola.

## Historial
La unitat va ser creada al febrer de 1938 per una ordre de l'Estat Major republicà, amb l'objectiu de disposar de noves forces davant una nova ofensiva franquista. Segons aquesta ordre els exèrcits d'Extremadura, Andalusia i Llevant havien de constituir cadascun una nova divisió a partir de forces de reserva. A Andalusia el 7 de febrer es va constituir una nova divisió amb les brigades mixtes 79a i 93a, sota el comandament del comandant Martín Calvo Calvo.
Després de l'inici de l'ofensiva franquista en el front d'Aragó, la divisió va marxar cap al sector amenaçat. No obstant això, després de la seva arribada a la zona va haver de retirar-se, situant-se en el sector d'Albocàsser. Al començament d'abril la divisió es trobava en el front de Llevant, adscrita al XXII Cos d'Exèrcit. Durant els següents mesos la divisió va participar activament en la campanya de Llevant, prenent part en diverses accions. Cap al mes de maig la divisió «A» agrupava les brigades CXXIX (Internacional) i 220a, estant integrada dins del XVII Cos d'Exèrcit. El comandament de la divisió l'ostentava llavors el comandant d'infanteria Francisco Jiménez Durán.
Amb posterioritat la divisió va ser reorganitzada i reconvertida en la 49a Divisió, i va deixar d'existir.